# Kriechbaumerella rufimanus
Kriechbaumerella rufimanus är en stekelart som först beskrevs av Walker 1860.  Kriechbaumerella rufimanus ingår i släktet Kriechbaumerella och familjen bredlårsteklar. Inga underarter finns listade i Catalogue of Life.